# Cosmethis disparilis
Cosmethis disparilis är en fjärilsart som beskrevs av Louis Beethoven Prout 1923. Cosmethis disparilis ingår i släktet Cosmethis och familjen mätare. Inga underarter finns listade i Catalogue of Life.